# Culex saramaccensis
Culex saramaccensis is een muggensoort uit de familie van de steekmuggen (Culicidae). De wetenschappelijke naam van de soort is voor het eerst geldig gepubliceerd in 1920 door Bonne-Wepster & Bonne.